# Saison 3 de Dix pour cent
 (décembre 2018).
Si vous disposez d'ouvrages ou d'articles de référence ou si vous connaissez des sites web de qualité traitant du thème abordé ici, merci de compléter l'article en donnant les références utiles à sa vérifiabilité et en les liant à la section « Notes et références ».
Chronologie
Saison 2 Saison 4
Cet article présente les six épisodes de la troisième saison de la série télévisée française Dix pour cent.

## Synopsis
La vie à l'agence continue. Si ASK a un nouvel agent, Camille, fille de Mathias, subit la gestion parfois brutale de l'actionnaire Hicham. Entre Jean Dujardin qui a du mal à sortir d'un rôle, Monica Bellucci qui rêve d'un homme et le film de Julien Doré dans lequel joue la standardiste Sophia, l'agence saura gérer les différents cas, à l'exception de celui d'Isabelle Huppert dont Mathias tentera de tirer parti pour renverser Hicham le jour de l'anniversaire d'ASK...

## Distribution

### Acteurs principaux
- Camille Cottin : Andréa Martel, associée et agent artistique
- Thibault de Montalembert : Mathias Barneville, associé et agent artistique
- Grégory Montel : Gabriel Sarda, associé et agent artistique
- Liliane Rovère : Arlette Azémar, associée et agent artistique
- Fanny Sidney : Camille Valentini, ancienne assistante d'Andréa Martel et nouvel agent artistique
- Assaâd Bouab : Hicham Janowski, nouvel actionnaire majoritaire d'ASK
- Laure Calamy : Noémie Leclerc, l'assistante de Mathias Barneville
- Nicolas Maury : Hervé André-Jezack, l'assistant de Gabriel Sarda
- Stéfi Celma : Sophia Leprince, ex hôtesse d'accueil de l'agence devenue actrice

### Dans leur propre rôle

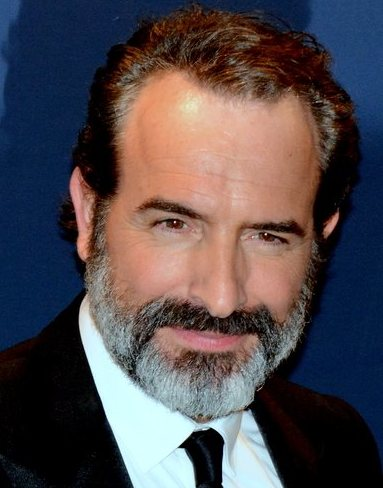
Jean Dujardin
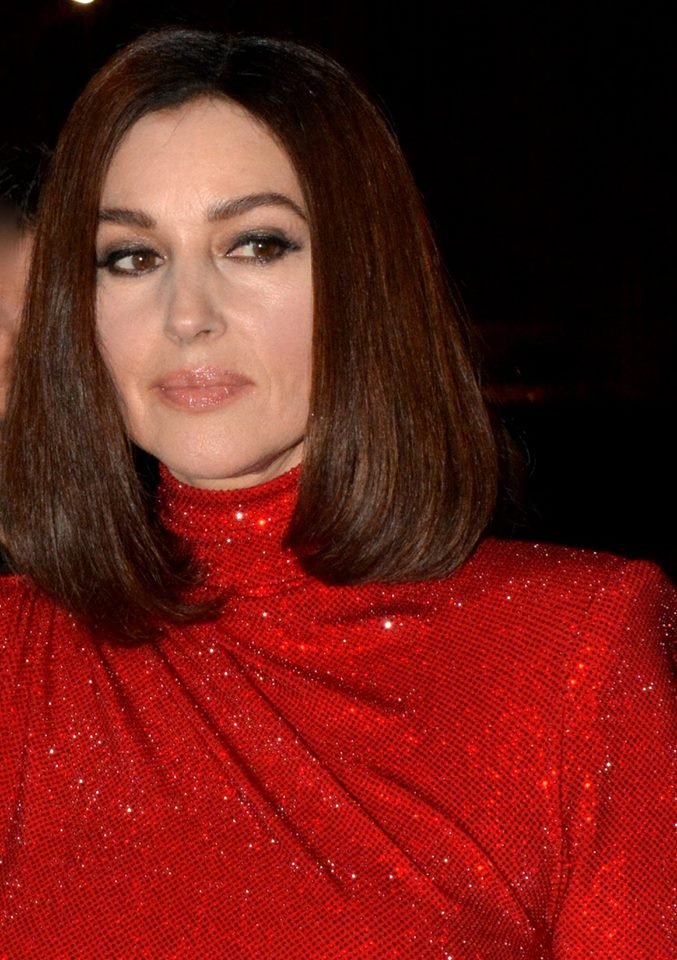
Monica Bellucci
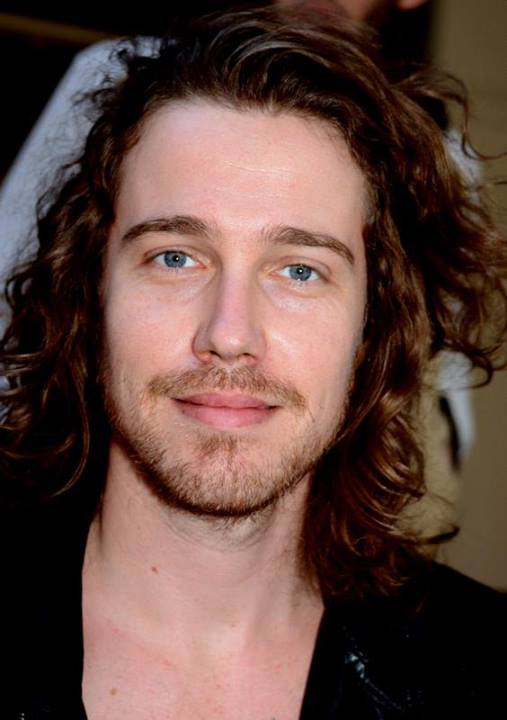
Julien Doré
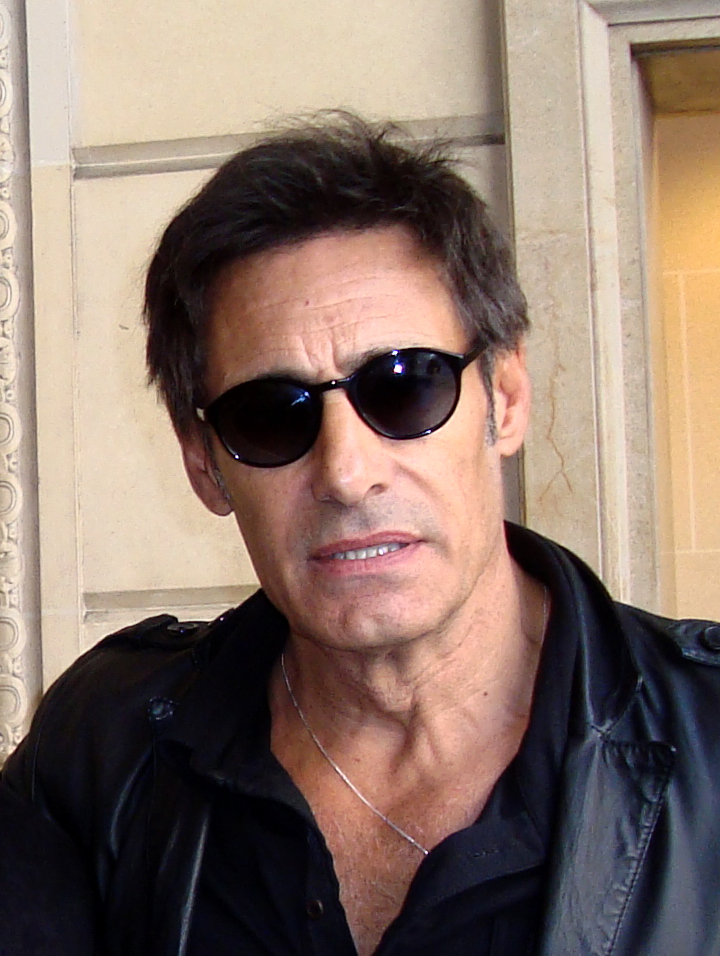
Gérard Lanvin
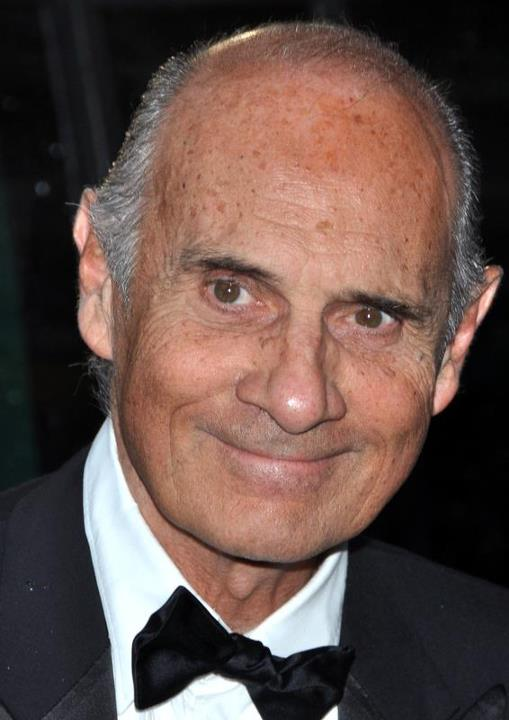
Guy Marchand
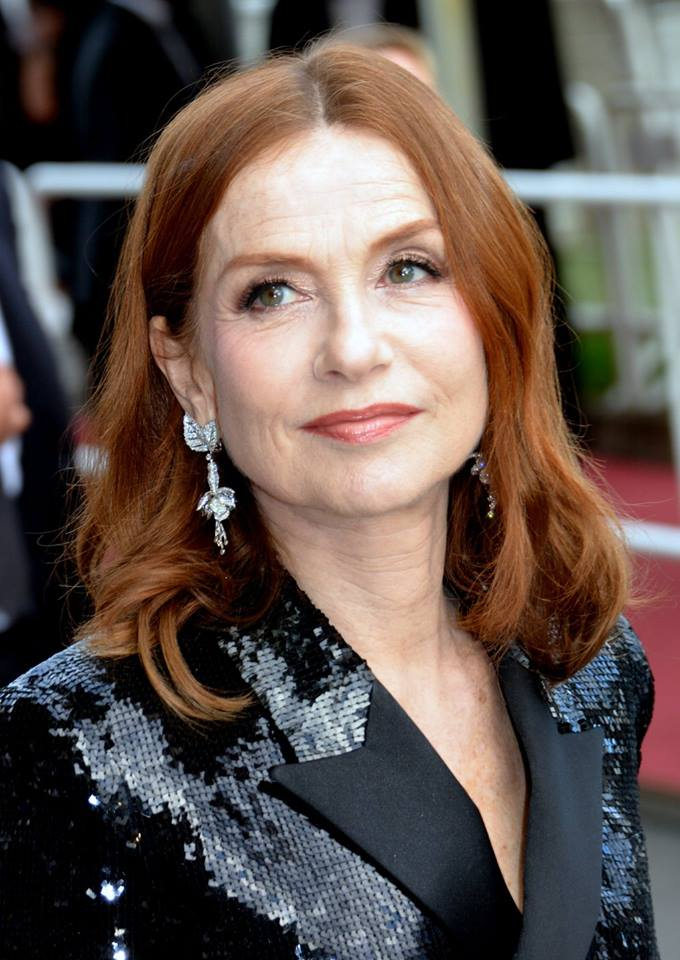
Isabelle Huppert
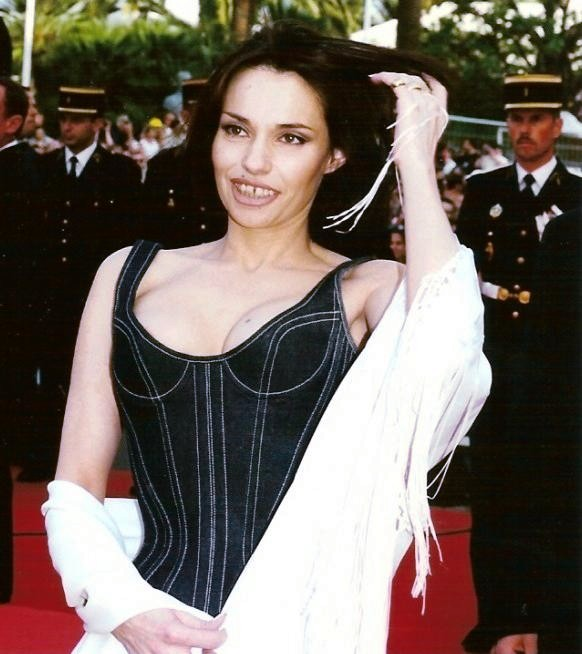
Béatrice Dalle
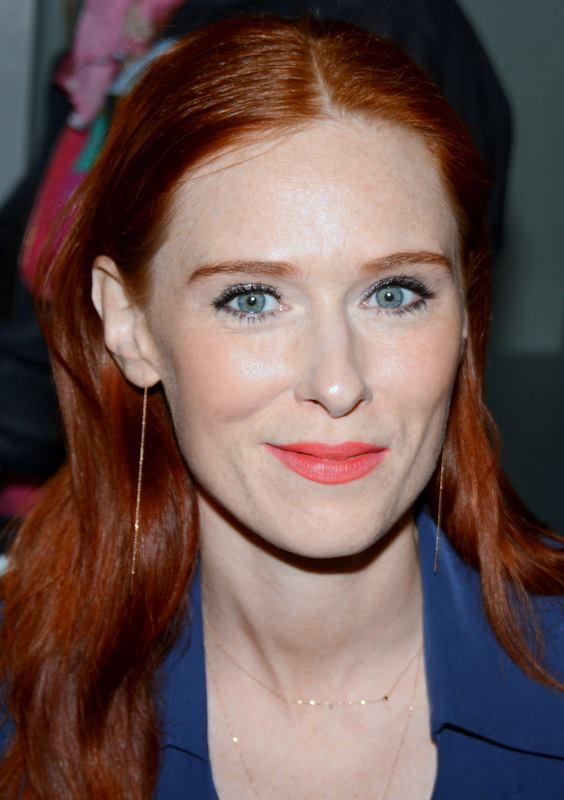
Audrey Fleurot
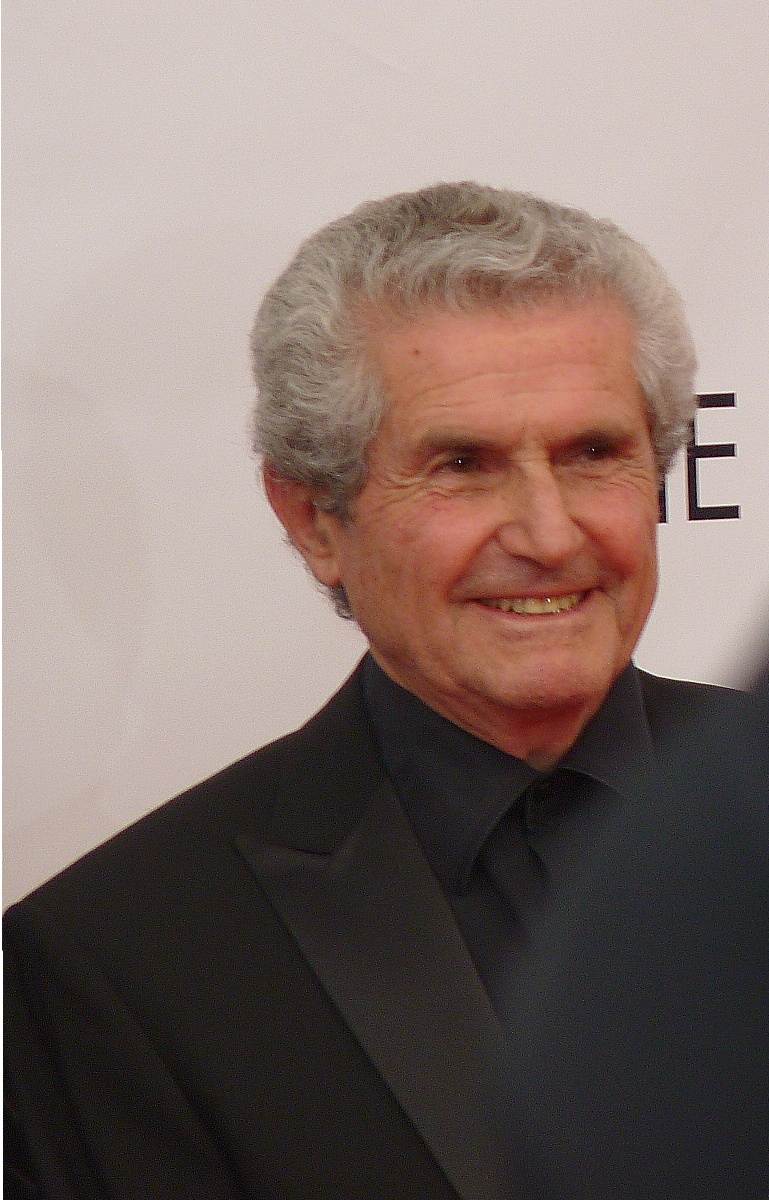
Claude Lelouch
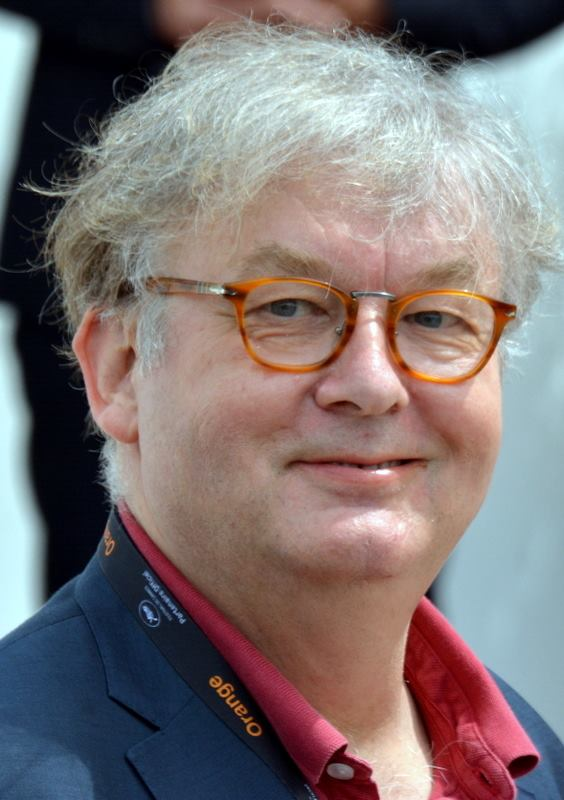
Dominique Besnehard
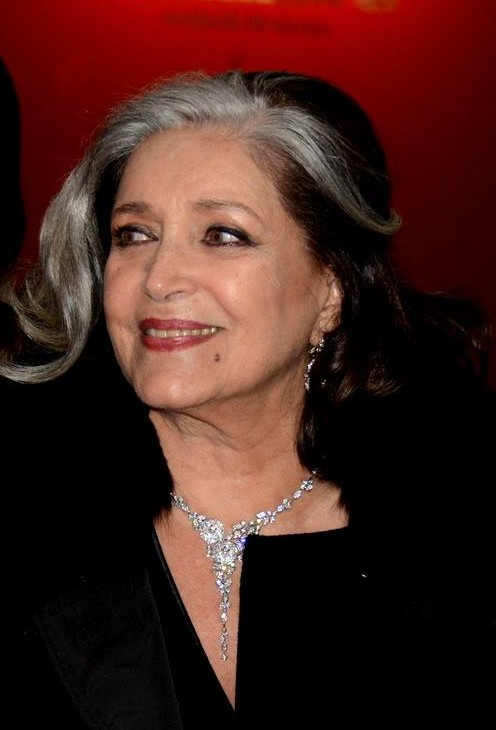
Françoise Fabian
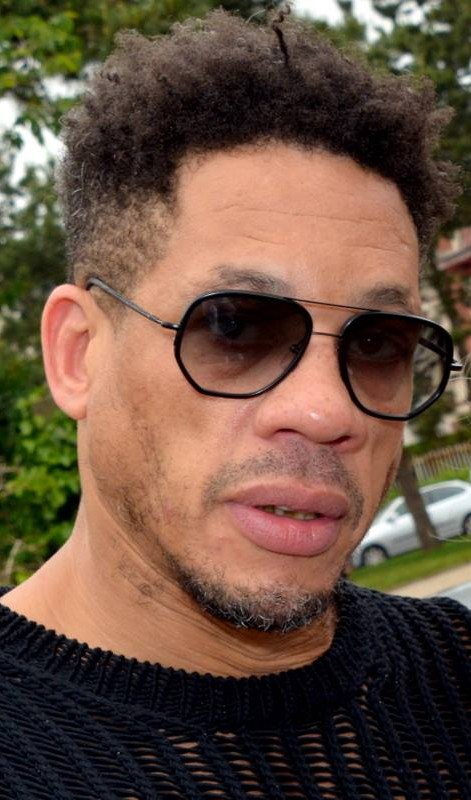
JoeyStarr
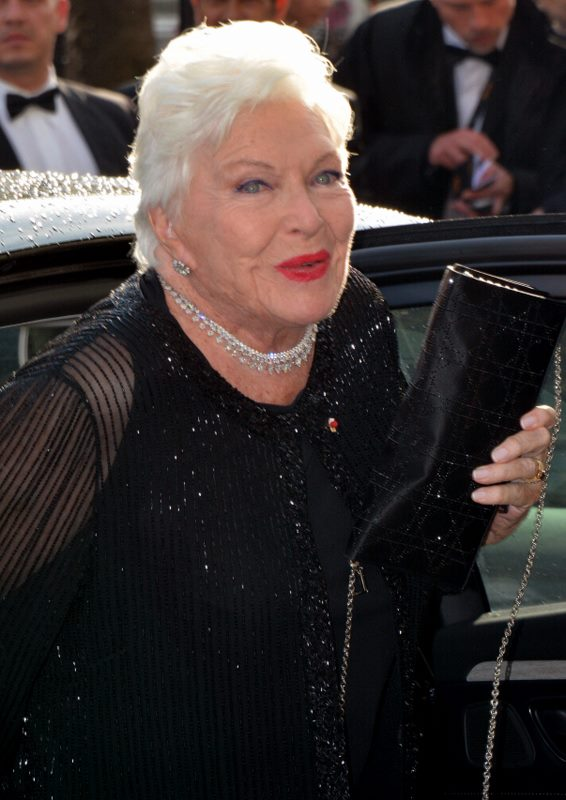
Line Renaud

## Épisodes

### Épisode 1:Jean
- France : 14 novembre 2018 sur France 2

- Jean Dujardin

Le bilan de fin d'année approche à grands pas. Andréa, qui n'a pas été embauchée à New York en raison de sa grossesse, compte engager Jean Dujardin sur un nouveau projet pour doubler Mathias qui s'apprête à faire le plus gros chiffre de l'année. Malheureusement, alors que le tournage de son dernier film est terminé depuis deux semaines, l'acteur ne se détache toujours pas de son personnage de soldat déserteur de la Première Guerre mondiale (au point de signer le contrat du nouveau film sous le nom de son personnage) et refuse de revenir à une vie normale, ce qui exaspère sa famille.

### Épisode 2:Monica
- France : 14 novembre 2018 sur France 2

- Monica Bellucci
- Julien Doré

Gabriel est désormais sous tutelle avec Hicham. C'est dans ce contexte que ce dernier oblige Gabriel à appeler Monica Bellucci pour lui proposer un contrat publicitaire. Cette dernière est préoccupée par la recherche d'un homme ordinaire. Tous deux se rendent à une soirée chez des amis à Gabriel. Le lendemain, l'agent se rend chez sa cliente et commencent à coucher ensemble, avant qu'il prenne la fuite. Le lendemain, Monica demande à Gabriel s'il est toujours son agent. Ils se réconcilient.

### Épisode 3:Gérard
- France : 21 novembre 2018 sur France 2

- Gérard Lanvin
- Julien Doré
- Guy Marchand

Gérard Lanvin accepte de donner sa chance à un jeune serveur voulant être acteur, Sami, mais Camille, débordée, se trompe et au lieu de lui faire passer le casting pour un petit rôle, il est envisagé pour partager l'affiche avec Lanvin. Mais Gérard veut qu'il dégage. Plus tard, Gérard avoue à Sami qu'il a eu peur que celui-ci le surpasse et tous deux décident de tourner le film ensemble.

### Épisode 4:Isabelle
- France : 21 novembre 2018 sur France 2

- Isabelle Huppert
- Cédric Kahn

Alors qu'Andréa est en congé maternité, Hicham découvre qu'une cliente de Gabriel, Isabelle Huppert, qui accepte tous les films qui lui plaisent, est engagée sur deux tournages simultanés dont l'un des deux est produit par un studio américain ayant l'exclusivité. Cela peut poser un grave problème juridique si cela se sait. Malheureusement, le tournage américain, ayant habituellement lieu le jour se déroulera de nuit, alors qu'elle doit tourner une scène importante sur celui de Cédric Kahn consacré à Catherine de Medicis. Gabriel tente en vain de demander aux producteurs américains de décaler leur tournage.

### Épisode 5:Béatrice
- France : 28 novembre 2018 sur France 2

- Béatrice Dalle

Toujours en congé maternité, Andréa est appelée en urgence par Béatrice Dalle car elle ne veut pas que le réalisateur la filme nue pour une scène. Mais celui-ci tente de passer outre et de la piéger au tournage. Béatrice, folle de rage, quitte le tournage et part se réfugier dans un couvent. Andréa la raisonne pour la faire revenir sur le tournage. Mais de retour sur le tournage, c'est le réalisateur qui quitte son poste. Par la suite, les deux se réconcilient et trouvent une issue au problème pour la scène... Pendant ce temps, Camille est furieuse qu'Hervé ait envoyé son petit-ami Valentin à un casting où il a été ridicule. Ce dernier quitte Hervé. 

### Épisode 6:ASK
- France : 28 novembre 2018 sur France 2

- Monica Bellucci
- Jean Dujardin
- Isabelle Huppert
- Françoise Fabian
- Audrey Fleurot
- Gérard Lanvin
- Claude Lelouch
- Line Renaud
- JoeyStarr
- Dominique Besnehard

Pour l'anniversaire de la création d'ASK, Hicham voit les choses en grand en invitant les talents à la fête. Mais c'est la crise au sein de l'agence car, en plus du tag à l'entrée signé Valentin qui s'en prend à Camille (identité utilisée par Hervé qui est la véritable cible), Mathias a dénoncé le non-respect de la clause d'exclusivité d'Isabelle Huppert aux producteurs américains. Hicham décide alors de prendre du recul après l'anniversaire et de céder sa place et ses parts à Mathias.
Tournage
L'épisode a été tourné : 
- Paris : 1er arrondissement
- Val-de-Marne : Gentilly